# Cuatro Palos, Querétaro Arteaga
Cuatro Palos är en ort i Mexiko.   Den ligger i kommunen Pinal de Amoles och delstaten Querétaro Arteaga, i den centrala delen av landet, 190 km norr om huvudstaden Mexico City. Cuatro Palos ligger 2 616 meter över havet och antalet invånare är 122.
Terrängen runt Cuatro Palos är bergig åt nordväst, men åt sydost är den kuperad. Cuatro Palos ligger uppe på en höjd. Runt Cuatro Palos är det ganska tätbefolkat, med 54 invånare per kvadratkilometer. Närmaste större samhälle är Pinal de Amoles, 6,5 km nordost om Cuatro Palos. I omgivningarna runt Cuatro Palos växer huvudsakligen savannskog.